# Gundis Zambo
Gundis Zambo (Gratwein, 5 juin 1966) est une actrice et présentatrice allemande. 

## Biographie et carrière
Gundis Zámbó a grandi à Vechta. Sa mère est autrichienne, son père hongrois. Elle est devenue citoyenne allemande lorsqu'elle était enfant. Elle fréquente une école de théâtre à Los Angeles puis retourne en Allemagne pour suivre une formation de correspondante en langues étrangères. Elle travaille alors comme actrice de doublage.
En 1989, elle est présentatrice auprès de la chaîne privée de télévision allemande Tele 5, notamment pour une série pour enfants Bim Bam Bino. Elle part ensuite sur Sat.1 et y organise des quiz. Entre 1996 et 2000, elle anime l'émission Die Vorher-Nachher Show sur tm3.
Dans les années 1990, elle joue dans des séries policières telles que Derrick  et Le Renard.
En 2007, elle publie son autobiographie Mein heimlicher Hunger. Ich hatte Essstörungen und bin geheilt dans laquelle elle exprime pour la première fois publiquement sa boulimie et son rétablissement .
En 2012, elle termine sa formation de Heilpraktikerin (praticien en médecine non conventionnelle) en psychothérapie à l'école Paracelsus de Munich. Après un stage dans une clinique spécialisée pour les troubles de l'alimentation, elle entame sa carrière de thérapeute à Munich . 

## Filmographie (sélection)
- 1990 : Derrick : Paix intérieure (Kein Ende in Wohlgefallen)
- 1992 : Derrick : Le crime est dans l’escalier (Mord im Treppenhaus)
- 1993 : Derrick : À cœur perdu (Geschlossene Wände)
- 1994 : Derrick: La clé (Der Schlüssel)